# مارتينو أوليفيتي
مارتينو أوليفيتي (بالإيطالية: Martino Olivetti)‏ هو لاعب كرة قدم إيطالي في مركز الوسط، ولد في 24 مايو 1985 في مانتوفا في إيطاليا. لعب مع إيه سي ميلان وكييفو فيرونا ونادي سبال ونادي مانتوفا.